# IC 3224
IC 3224 — галактика типу P (особлива галактика) у сузір'ї Діва.
Цей об'єкт міститься в оригінальній редакції індексного каталогу.